# Штирмер Лазар Шулімович
Лазар Шулімович Штирмер (нар. 9 вересня 1922, Херсон — пом. 2003) — український живописець; член Спілки художників України з 1970 року.

## Біографія
Народився 9 вересня 1922 в Херсоні в сім'ї робітників. У дитинстві навчався в ізостудії міського Палацу піонерів під керівництвом художника Федора Савченка-Осмоловського. 1939 року вступив до Херсонського художнього училища мистецтв, а після його реорганізації перевівся до Луганського художнього училища на відділення живопису. З початком німецько-радянської війни евакуйований у Північний Казахстан. 1946 року повернувся до Херсона, працював художником в одному з міських кінотеатрів та викладав в ізостудії.
Продовжив навчання у Кримському художньому училищі, яке закінчив 1955 року. Його вчителями були зокрема Володимир Стрельников, Віктор Апанович.
Брав участь у республіканських виставках з 1963 року. З 2001 року дипломант Міністерства культури і мистецтв України та Національної спілки художників України.
Жив у Херсоні в будинку на проспекті Ушакова, № 51, квартира № 13. Помер у 2003 році.

## Творчість
Працював у галузі станкового живопису. Твори:
- «Перед зміною» (1962);
- «Текстильниця 3. Азарова» (1963);
- «Робітниця Н. Зозуля» (1968);
- «Студентка Алла Іванова» (1969);
- «Робітфаківка» (1969);
- «В гідропарку» (1969);
- «Робфаківка» (1969);
- «Весляр Попов» (1971);
- «Автопортрет» (1971);
- «Гімнастки» (1979);
- «Море» (1981);
- «Околиці села» (1986);
- «На Дніпрі» (1991);
- «Ромашки» (1995).